# 海山寺 (臺東市)
22°45′11″N 121°09′26″E / 22.753086°N 121.157209°E
海山寺，是位於臺灣臺東縣臺東市的佛寺，在二十世紀時贊助紅葉少棒等台東棒球運動，也曾是炮炸寒單爺的舉辦方。臺灣白色恐怖時期受吳泰安事件牽連，第四代住持入獄身亡。

## 歷史

### 清治時期
寺方表示原先為觀音祠，為同治十三年（1874年）所建。慈怡法師主編的《佛光大辭典》記載為光緒元年（1875年）。林德林則表示創立時間不詳、寺方也無石碑可參考，只知道是清治時期。
觀音祠過去位於現今的台東市立游泳池一帶，靠近海岸線。胡傳每逢初一、十五就會至觀音祠、土地祠、天后宮與昭忠祠廟巡香，並記錄在他的日記、《台東州采訪冊》。後來此祠被颱風吹毀。
光緒十九年（1893年）居民捐資重建，並取其依山傍海的地理位置，改名為「海山寺」。乃重建於現址的土地祠，原來的主神從福德正神變成觀音大士，後來又增祀關聖帝君。

### 日治時期
過去此寺並非由出家人所住持，直到1928年，吳普明托缽駐錫於此，其師月眉山靈泉寺德韞法師（何德韞）成為此寺第一任住持，此後擴大建設。1934年3月，林德林來東臺灣宣教，記錄海山寺，記下正門柱聯寫「癸丑年夏六月重修」、此寺主祀觀世音菩薩、左畔祀關帝君、右畔祀土地公。
王養源來台東參觀，寫下描寫漢、原住民文化交會的十三首竹枝詞，包含此寺。
1941年，皇民化運動興起，一次，警務課長井野邊招集臺東市紳在臺東天后宮開會，主張廢除台東所有寺廟，改成神社。首先被問的南醫師是原住民，表示贊成。第二位陳姓士紳是基督徒，也表示贊成。第三位「台東三賴」之一的賴金木說廟宇是眾人所有，應問眾人。第四位吳金玉則答至少保留天后宮與海山寺，因為是民眾的信仰中心，而且戰爭方殷，為安定人心，廢廟不宜。於是，兩寺廟皆得以保存。

### 戰後時期
在雙目失明的吳修然當任主持時，東初老人與星雲法師曾來此寺宣教。東初老人紀錄海山寺新建大殿，要算東部佛殿最大的；還紀錄臺東市區有座規模很大的淨土宗寺原本是吳修然接收，但被前任身為基督教徒的臺東縣長運用職權強迫把該淨土宗佛寺讓給基督教徒，改為教堂。
1954年，臺東天后宮被國軍徵用作教養院，停止炮炸寒單爺的台東元宵遶境，改由海山寺接手，因處於戒嚴時期，將遊行定調為「軍民同歡」。名稱「祝元宵節軍民聯歡遊行大會」，由駐軍最高首長擔任名譽會長。
1964年7月18日，蘇素霞骨灰寄入此寺，放於彌陀殿納骨堂地下室。
1950年代開始擔任海山寺住持的修和法師，為第四任住持，長期資助紅葉少棒外，自1970年代開始於佛誕日舉辦「佛誕盃」棒球賽。1971年高雄舉辦的棒球比賽，由郭光也率領的海山寺隊獲得冠軍。
陳樹菊在少女時懷孕待產的母親因繳不起保證金遭醫院拒收，難產死亡，遂曾懷恨社會，後來皈依海山寺才藉信仰慢慢放下仇恨。

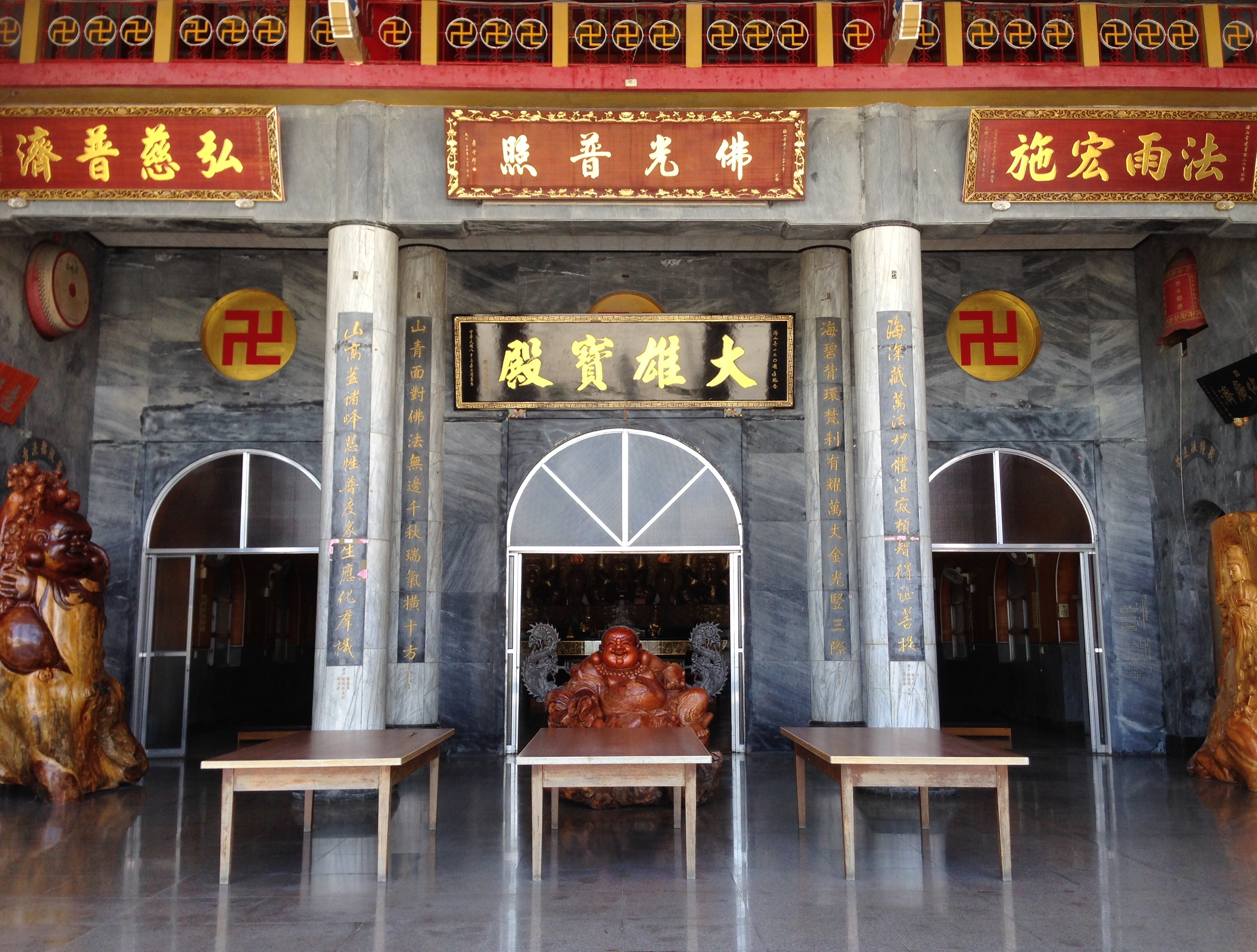
大雄寶殿殿外

1979年，曾經在海山寺擺攤算命的吳泰安因被指為匪諜遭捕，牽連余登發、釋修和（李榮和）、陳文雄、高金子等，海山寺於是封山，將元宵活動交回天后宮。靈源法師回憶佛教界都覺得修和法師好不容易把海山寺建設起來，非常可惜，且經營木材工廠經濟情況很不錯，案發後財產全被沒收。1981年，寺方以元宵活動不屬於佛教為由，改回天后宮承辦。
超定法師曾來此寺想找同門的修和法師，出來接待的住持紹弘法師強忍著淚水說，曾和幾位信徒去探望刑期將滿的修和法師，當時身體尚健康，談吐也很正常，沒想到經過幾天後，就不明不白地死在獄中。星雲法師認為吳泰安為精神病患，幻想要推翻政府，還寫許多聘書，其中要修和法師當「國軍總司令」，造成修和法師冤死於獄中，余登發也受冤入獄。
2003年8月21日，許昭榮等人再度來此寺為蘇素霞公祭。